# Martí Barrera
Pour les articles homonymes, voir Barrera.
Martí Barrera i Maresma, né à La Bisbal d'Empordà le 29 mai 1889 et mort à Barcelone le 26 avril 1972, est un syndicaliste et homme politique catalan.
Membre d'Esquerra Republicana de Catalunya, il est élu député au Parlement de Catalogne en 1932. Il occupe également le poste de conseiller des Travaux publics de la Generalitat de Catalogne. Aux élections générales de 1936, il est élu député au Congrès.
Il est le père du scientifique et homme politique Heribert Barrera.